# Macalpinia (Vliesvleugeligen)
Macalpinia is een geslacht van vliesvleugeligen uit de familie Mymaridae. De wetenschappelijke naam van dit geslacht is voor het eerst geldig gepubliceerd in 1975 door Yoshimoto.

## Soorten
Het geslacht Macalpinia is monotypisch en omvat slechts de volgende soort:
- Macalpinia canadensis Yoshimoto, 1975